# Церовец
Цéровец е село в Северна България. То се намира в община Иваново, област Русе.
Името на селото идва от цер (бял дъб), с който и до днес местността изобилства.

## Културни и природни забележителности
- Възстановеният православен храм „Св. Архангел Михаил“ в с. Церовец

## Редовни събития
- Традиционен селски събор през ноември.